# Connect (álbum)
Connect —en español: Conectar— es el cuarto álbum de estudio de la banda australiana Sick Puppies. Fue publicado el 16 de julio de 2013 por Capitol Records.  Este fue el último álbum con el cantante y guitarrista Shimon Moore, que fue expulsado de la banda el 20 de octubre de 2014.
El álbum debutó en el puesto número 17 en el Billboard 200 chart de álbumes, su posición más alta de gráficos hasta la fecha, con 18.195 copias vendidas. Connect ha vendido 16.318 discos en su primera semana.
Una vista previa del primer sencillo "There's No Going Back" fue lanzado en YouTube el 20 de mayo de 2013.

## Música
Stephen Thomas Erlewine de Allmusic ha destacado que "el cuarto álbum del trío, son variados y sus temas son ambiciosos, la lucha contra la desconexión y la política", pero "no significa que el trío australiano suena necesariamente adultos , sin embargo."

## Recepción
Connect ha recibido críticas generalmente mezcladas de críticos de música . Stephen Thomas Erlewine de Allmusic llamó el álbum "una experiencia musical más rica que los registros anteriores del grupo", pero escribió que la banda estaba "siendo obstaculizado un poco por su deseo desesperado de ser tomado en serio, pero la mitad trasera de Connect, escrito en gran medida de guitarras acústicas, muestra que su fuerza no está en la actitud, sino más bien en texturas sonoras más suaves." En Alternative Press , Reed Fischer sintieron que" Conectar rejillas con demasiada frecuencia a la altura de su nombre".

## Lista de canciones
| Standard |                           |                                                   |          |  |
| N.º      | Título                    | Escritor(es)                                      | Duración |  |
| 1.       | «Die to Save You»         | S. Moore, E. Anzai, M. Goodwin, B. Creswell       | 3:54     |  |
| 2.       | «There's No Going Back»   | S. Moore, E. Anzai, T. James, A. Armato, D. Child | 3:22     |  |
| 3.       | «Walking Away»            | S. Moore, E. Anzai, J, Andrews                    | 3:01     |  |
| 4.       | «Gunfight»                | S. Moore, E. Anzai, T. James, A. Armato           | 2:55     |  |
| 5.       | «Poison»                  | S. Moore, E. Anzai, T. James, A. Armato           | 4:37     |  |
| 6.       | «Where Did the Time Go»   | S. Moore, E. Anzai, T. James, A. Armato           | 2:51     |  |
| 7.       | «Telling Lies»            | S. Moore, E. Anzai, T. James, A. Armato           | 4:24     |  |
| 8.       | «Connect»                 | S. Moore, E. Anzai, T. James, A. Armato           | 3:45     |  |
| 9.       | «Run»                     | S. Moore, E. Anzai, S. Stevens                    | 3:46     |  |
| 10.      | «The Trick the Devil Did» | S. Moore, E. Anzai, T. James, A. Armato           | 2:10     |  |
| 11.      | «Healing Now»             | S. Moore, E. Anzai, T. James, A. Armato           | 4:14     |  |
| 12.      | «Under a Very Black Sky»  | S. Moore, E. Anzai, T. James, A. Armato           | 5:11     |  |

Deluxe Edition
| iTunes Deluxe Edition |                                        |          |  |
| N.º                   | Título                                 | Duración |  |
| 13.                   | «What Are You Thinking»                | 3:14     |  |
| 14.                   | «No Mercy»                             | 3:35     |  |
| 15.                   | «Better Waste of Time»                 | 3:34     |  |
| 16.                   | «There's No Going Back» (rock version) | 3:24     |  |

Best Buy Deluxe Edition
| Best Buy Deluxe Edition |                                    |          |  |
| N.º                     | Título                             | Duración |  |
| 17.                     | «There's No Going Back» (Acoustic) | 3:18     |  |
| 18.                     | «Telling Lies» (Leaked bootleg)    | 4:19     |  |

## Posicionamiento en lista
| Lista (2013)                          | Posiciones |
| ------------------------------------- | ---------- |
| US Billboard 200                      | 17         |
| US Rock Albums (Billboard)            | 3          |
| US Digital Albums (Billboard)         | 23         |
| US Top Hard Rock Albums (Billboard)   | 1          |
| US Top Alternative Albums (Billboard) | 2          |

## Créditos
- Shimon Moore - vocalista principal, guitarra principal
- Emma Anzai - bajo, coros
- Mark Goodwin - baterista